# ベルモント・レポート
ベルモント・レポート（英: Belmont Report）とは、米国の「生物医学および行動学研究の対象者保護のための国家委員会（National Commission for the Protection of Human Subjects of Biomedical and Behavioral Research」によって作成された報告書である。このベルモント・レポートは、ヒトを対象とした研究のための倫理的原則とガイドラインを要約したもので 、米国の臨床試験において被験者を保護する原則として最も基本的で重要なものとされている。 
この報告書の正式なタイトルは、 「ベルモント・レポート：研究の対象者の保護のための倫理的原則とガイドライン、生物医学的および行動的研究の対象者保護のための国家委員会の報告」 である。1978年9月30日に発行され 、1979年4月18日に連邦官報に発表された。 
ベルモント・レポートは、文書の一部が作成された会場であるベルモント・カンファレンスセンターからその名前が付けられたものである。かつてスミソニアン協会の一部だったベルモント・カンファレンスセンターは、 ボルチモアから南に10マイルのメリーランド州エルクリッジにあり、 2010年末まではハワードコミュニティ大学によって運営されていた 。   

## 歴史
ベルモント・レポートは初めに「生物医学および行動研究の福祉サービス保護のための国家委員会」によって書かれたものであった。これは、タスキギー梅毒実験 （1932 - 1972年）の暴露によって発生したスキャンダル、および生物医学および行動研究の人体保護のための国立保護委員会（1974 - 1978）、保健、教育および福祉省（HEW）に基づく 1970年代後半から1980年代初頭にかけて、人の保護に関する規則の改訂と拡大が行われたことによる。1978年に、委員会の報告書「人体研究の保護のための倫理原則およびガイドライン」が発表され、1979年に連邦登録簿に発表された  。

## 概要
研究に人間の被験者として利用するための3つの基本的な倫理原則は以下のとおり。
- 人を尊重する（Respect for persons）：すべての人の自主性を守り、礼儀正しく尊重し、インフォームド・コンセントを取り交わす。研究者は正直であり、欺瞞詐欺をすべからず。
- 与益（beneficence）：研究プロジェクトの利益を最大化し、研究対象へのリスクを最小化しながら、「危害を加えない」という理念。そして
- 正義（Justice）：合理的で、非搾取的で、よく考えられた手順が公平に（ 潜在的な研究参加者への費用と便益の公平な配分）管理されることを保障し、また平等であることを確認。

これらの原則は、 米国保健社会福祉省（HHS）の人体保護規制の基礎となり、また、医療倫理の基本、4原則にも取り込まれている。
今日でも、 ベルモント・レポートは、研究が規則の倫理的基礎を満たしていることを確認するために、HHSが実施または支援するヒト被験者に関する研究提案をレビューする審査機関 （Institutional review board - IRB）（米国外一般では、「倫理委員会」とよばれる制度機関）の重要な参考資料として重要視している。
研究を行うためにこれらの原則を適用するには、i）インフォームド・コンセント、ii）リスク - ベネフィット評価、およびiii）研究対象の選択について慎重に検討する必要がある。
ジェニファー・シムズが彼女の記事「ベルモント・レポートの簡単な説明」で概説した、看護師が、主要な看護責任者として、参加者の権利が満たされることを確実にするために、しなければならない7つのことを紹介する。
- 研究がIRBによって承認されていることを確認する
- 患者からインフォームド・コンセントを得る
- 患者が実験の全範囲を理解していることを確認し、そうでない場合は研究コーディネーターに連絡する
- 患者が脅迫や圧迫によって実験を強要されていないことを確認する
- 記載されていない臨床試験のその他の影響に注意して、適切な研究コーディネーターに報告する
- 患者の個人情報のプライバシー保護、また患者の実験への参加・拒否の意向をサポートする。
- すべての患者が少なくとも自分の状態に必要な最小限の治療を受けるようにする[6]

研究者は、彼らが良い結果であろうと悪い結果であろうと関係なく、発見を共有しなければならない。 また、誰かが研究に参加することを望まなくとも、治療を望んでいるのであれば、通常と同じ標準的な治療を行わなければならない 。

## 今日
1991年には、他の14の連邦省庁がHHSに参加し、統一された人体保護規則を採用した。 人間研究保護局 （OHRP）も設立され、統一された一連の規則は、「共通の規則（コモン・ルール）」として非公式に知られている、「人間の被験者を保護するための連邦政策」である。 
今日、ベルモント・レポートは歴史的文書として役立ち、また実験における被験者の扱いに関する米国の規制を理解するための枠組みを提供するものとなっている。